# Torneo de Reservas 2023 (Perú)
El Torneo de Reservas 2023 fue la decimotercera edición de esta competición. Comenzó el 20 de mayo de 2023 con el partido entre el vigente campeón Alianza Lima y FBC Melgar en Arequipa, que fue transmitido por Canal Liga 1, FPF Play y Nativa TV. El campeonato se disputa en paralelo a la Liga 1 y a la Liga 2 del fútbol peruano. En esta edición, participan los equipos reservistas de los diecinueve clubes profesionales de la Liga 1 y no otorga puntos adicionales en la clasificación acumulada de la Liga1.

## Sistema de competición
El campeonato tiene cuatro etapas: la Fase Regular, los Play-offs, las semifinales y la final. En la Fase Regular, los "equipos participantes jugarán todos contra todos en una sola ronda". Luego, "los 12 primeros puestos avanzarán a los Play-offs", donde serán divididos en dos grupos de seis equipos cada uno y jugarán todos contra todos a una vuelta. A continuación, los dos mejores equipos de cada grupo de los Play-offs clasificarán a las semifinales, que se jugarán de ida y vuelta. Los ganadores de cada semifinal jugarán la final del torneo con partidos de ida y vuelta. 

## Equipos
Los futbolistas que podrán participar en el torneo serán de la categoría 2001, debido a que la FPF necesita observar futbolistas "con miras al próximo Preolímpico Sub 23 del año 2024 y preparar a la Selección Sub-20 para el torneo de la categoría que se disputará en el año 2025". según Jesús Gonzales, gerente de la Liga 1, quien también ha señalado que “cada equipo deberá contar con cuatro futbolistas Sub 18 en campo. De esta manera, se reafirma el compromiso de procurar que el trabajo de los clubes con los jóvenes talentos sea permanente”
| Equipos de la temporada 2023 | Equipos de la temporada 2023 | Equipos de la temporada 2023 | Equipos de la temporada 2023     |
| ---------------------------- | ---------------------------- | ---------------------------- | -------------------------------- |
| Academia Cantolao            | Carlos Mannucci              | Deportivo Municipal          | Unión Comercio                   |
| Asociación Deportiva Tarma   | Cienciano                    | FBC Melgar                   | Universidad César Vallejo        |
| Alianza Lima                 | Cusco FC                     | Sport Boys                   | Universidad Técnica de Cajamarca |
| Alianza Atlético             | Deportivo Binacional         | Sport Huancayo               | Universitario                    |
| Atlético Grau                | Deportivo Garcilaso          | Sporting Cristal             |                                  |

## Fase Regular
En la Fase Regular, los diecinueve equipos se enfrentan todos contra todos a una vuelta. Los doce mejores equipos de la Fase Regular clasificarán a los Play-offs.

### Tabla de posiciones
| Pos. | Equipo                         | Pts. | PJ | G  | E | P  | GF | GC | Dif. | Clasificación          |
| ---- | ------------------------------ | ---- | -- | -- | - | -- | -- | -- | ---- | ---------------------- |
| 1    | Sporting Cristal (*)           | 42   | 18 | 13 | 3 | 2  | 54 | 9  | +45  | Avanza a los Play-offs |
| 2    | Universitario de Deportes (*)  | 40   | 18 | 13 | 1 | 4  | 50 | 19 | +31  | Avanza a los Play-offs |
| 3    | FBC Melgar (*)                 | 39   | 18 | 12 | 3 | 3  | 41 | 20 | +21  | Avanza a los Play-offs |
| 4    | Club UCV (*)                   | 33   | 18 | 9  | 6 | 3  | 33 | 18 | +15  | Avanza a los Play-offs |
| 5    | Asociación Deportiva Tarma (*) | 33   | 18 | 10 | 3 | 5  | 30 | 18 | +12  | Avanza a los Play-offs |
| 6    | Alianza Lima (*)               | 29   | 17 | 9  | 2 | 6  | 25 | 21 | +4   | Avanza a los Play-offs |
| 7    | Atlético Grau (*)              | 28   | 18 | 8  | 4 | 6  | 38 | 27 | +11  | Avanza a los Play-offs |
| 8    | Deportivo Municipal (*)        | 26   | 18 | 7  | 5 | 6  | 25 | 18 | +7   | Avanza a los Play-offs |
| 9    | Sport Huancayo                 | 26   | 18 | 7  | 5 | 6  | 29 | 28 | +1   | Avanza a los Play-offs |
| 10   | Deportivo Binacional (*)       | 25   | 18 | 7  | 4 | 7  | 22 | 23 | −1   | Avanza a los Play-offs |
| 11   | Carlos Mannucci (*)            | 24   | 17 | 7  | 3 | 7  | 34 | 36 | −2   | Avanza a los Play-offs |
| 12   | Cienciano (*)                  | 23   | 17 | 7  | 2 | 8  | 34 | 37 | −3   | Avanza a los Play-offs |
| 13   | Sport Boys (*)                 | 21   | 17 | 6  | 3 | 8  | 21 | 28 | −7   |                        |
| 14   | Alianza Atlético (*)           | 19   | 18 | 6  | 1 | 11 | 25 | 43 | −18  |                        |
| 15   | Club UTC (*)                   | 17   | 18 | 4  | 5 | 9  | 16 | 34 | −18  |                        |
| 16   | Unión Comercio (*)             | 16   | 18 | 4  | 4 | 10 | 21 | 39 | −18  |                        |
| 17   | Deportivo Garcilaso (*)        | 13   | 18 | 4  | 1 | 13 | 21 | 45 | −24  |                        |
| 18   | Cusco FC (*)                   | 11   | 18 | 2  | 5 | 11 | 21 | 53 | −32  |                        |
| 19   | Academia Cantolao (*)          | 10   | 18 | 2  | 4 | 12 | 17 | 43 | −26  |                        |

Actualizado a los partidos jugados el 26 de setiembre de 2023. 
(*) Ya descansaron una fecha.
 Fuente: FPF

### Resultados
- Partidos que no fueron transmitidos por Nativa TV.

| Fecha 1                   | Fecha 1    | Fecha 1 | Fecha 1              | Fecha 1                 | Fecha 1                    | Fecha 1 | Fecha 1           | Fecha 1                                                                  |
| N.°                       | Fecha      | Hora    | Sede                 | Estadio                 | Local                      | Res.    | Visitante         | Goleadores                                                               |
| ------------------------- | ---------- | ------- | -------------------- | ----------------------- | -------------------------- | ------- | ----------------- | ------------------------------------------------------------------------ |
| 1                         | 20 de mayo | 15:30   | Cayma                | La Tomilla              | FBC Melgar                 | 3-0     | Alianza Lima      | César Doy, Deval Muñoz y Bruno Portugal (MEL)                            |
| 2                         | 21 de mayo | 11:00   | San Martín de Porres | Alberto Gallardo        | Sporting Cristal           | 5-0     | Cusco FC          | Gonzalo Arenas (a), Ian Wisdom, Estuardo Luna y Thiago Salinas (2) (SCR) |
| 3                         | 21 de mayo | 14:00   | Calca                | Thomas E. Payne         | Deportivo Garcilaso        | 4-0     | Alianza Atlético  | Paulo Rodríguez (3) y Yankli Tello (GAR)                                 |
| 4                         | 21 de mayo | 15:00   | Tarma                | Unión Tarma             | Asociación Deportiva Tarma | 2-1     | Academia Cantolao | Josue Montenegro y Jhair Soto (ADT) / ¿? (CAN)                           |
| 5                         | 22 de mayo | 11:00   | Bernal               | Municipal               | Atlético Grau              | 2-2     | Cienciano         | Donald Ríos y Jairon Zeta (AGR) / Sharif Ramírez y José Motta (CIE)      |
| 6                         | 23 de mayo | 10:30   | Lurín                | Campo Mar               | Universitario              | 2-0     | Club UCV          | Jean Olivares y José López (UNI)                                         |
| 7                         | 24 de mayo | 11:00   | Ventanilla           | Facundo Ramírez Aguilar | Sport Boys                 | 1-0     | Club UTC          | Gilmar Rodriguez (SBA)                                                   |
| 8                         | 24 de mayo | 15:00   | Pachacámac           | Campo deportivo la 8    | Deportivo Municipal        | 0-0     | Sport Huancayo    | Sin goleadores                                                           |
| -                         | Pendiente  | -       | -                    | -                       | Deportivo Binacional       | -       | Unión Comercio    | -                                                                        |
| Descansa: Carlos Mannucci |            |         |                      |                         |                            |         |                   |                                                                          |

| Fecha 2            | Fecha 2    | Fecha 2 | Fecha 2           | Fecha 2             | Fecha 2           | Fecha 2 | Fecha 2                    | Fecha 2 |
| N.°                | Fecha      | Hora    | Sede              | Estadio             | Local             | Res.    | Visitante                  | Goleadores                                                                                                   |
| ------------------ | ---------- | ------- | ----------------- | ------------------- | ----------------- | ------- | -------------------------- | --- |
| 9                  | 26 de mayo | 10:00   | San Miguel        | Adelfo Magallanes   | Academia Cantolao | 1-0     | Deportivo Garcilaso        | Diogo Valladares (CAN)                                                                                       |
| 10                 | 27 de mayo | 9:00    | Florencia de Mora | Club El Pueblo      | Carlos Mannucci   | 2-0     | FBC Melgar                 | Eduardo Urtecho y Snaider Guerra (MAN)                                                                       |
| 11                 | 28 de mayo | 9:00    | Tarapoto          | Carlos Vidaurre     | Unión Comercio    | 1-1     | Asociación Deportiva Tarma | Cristian Peña (UCO) / Jairo Baca (ADT)                                                                       |
| 12                 | 28 de mayo | 10:00   | Sullana           | Campeones del 36    | Alianza Atlético  | 1-4     | Atlético Grau              | Iván Guerrero (AAS) / Daniel Flores (2), Arnold Flores y Héctor Aranda (AGR)                                 |
| 13                 | 28 de mayo | 14:00   | Huancayo          | IPD                 | Sport Huancayo    | 1-1     | Sporting Cristal           | Gianmarco Mendoza (SHU) / Adriel Trelles (SCR)                                                               |
| 14                 | 29 de mayo | 11:00   | Cajamarca         | Héroes de San Ramón | Club UTC          | 1-8     | Universitario              | ¿? (UTC) / José López, Álvaro Rojas (2), Holsen Cubas, Jean Olivares, Josué Torres (2) y Jorge Tandazo (UNI) |
| 15                 | 29 de mayo | 12:00   | Poroy             | Municipal           | Cienciano         | 1-0     | Deportivo Municipal        | Sharif Ramírez (CIE)                                                                                         |
| 16                 | 29 de mayo | 13:00   | Oropesa           | Complejo Dorado     | Cusco FC          | 2-2     | Sport Boys                 | Gonzalo Arenas (2) (CUS) / Sebastián Hidalgo (2) (SBA)                                                       |
| 17                 | 30 de mayo | 13:00   | Lurín             | Esther Grande       | Alianza Lima      | 1-0     | Deportivo Binacional       | Jorge del Castillo (ALI)                                                                                     |
| Descansa: Club UCV |            |         |                   |                     |                   |         |                            | |

| Fecha 3              | Fecha 3    | Fecha 3 | Fecha 3     | Fecha 3                 | Fecha 3                    | Fecha 3 | Fecha 3           | Fecha 3                                                                                    |
| N.°                  | Fecha      | Hora    | Sede        | Estadio                 | Local                      | Res.    | Visitante         | Goleadores                                                                                 |
| -------------------- | ---------- | ------- | ----------- | ----------------------- | -------------------------- | ------- | ----------------- | ------------------------------------------------------------------------------------------ |
| 18                   | 3 de junio | 12:30   | Rímac       | La Florida              | Sporting Cristal           | 3-0     | Cienciano         | Josimar Tucto, Aldair Vásquez y Sebastián Sánchez (SCR)                                    |
| 19                   | 4 de junio | 15:00   | Tarma       | Unión Tarma             | Asociación Deportiva Tarma | 2-0     | Alianza Lima      | Jair Soto (2) (ADT)                                                                        |
| 20                   | 4 de junio | 15:00   | Desaguadero | Rodolfo Ramos           | Deportivo Binacional       | 1-1     | Carlos Mannucci   | Daniel Ramírez (BIN) / Jose Huamán (MAN)                                                   |
| 21                   | 5 de junio | 10:30   | Lurín       | Campo Mar               | Universitario              | 4-0     | Cusco FC          | Josué Torres, Jems Tenorio (2) y Jean Olivares (UNI)                                       |
| 22                   | 5 de junio | 10:30   | Trujillo    | Villa Poeta             | Club UCV                   | 0-0     | Club UTC          | Sin goleadores                                                                             |
| 23                   | 5 de junio | 11:00   | Bernal      | Municipal               | Atlético Grau              | 1-1     | Academia Cantolao | Daniel Flores (AGR) / ¿? (CAN)                                                             |
| 24                   | 5 de junio | 11:00   | Ventanilla  | Facundo Ramírez Aguilar | Sport Boys                 | 1-0     | Sport Huancayo    | Gilmar Rodríguez (SBA)                                                                     |
| 25                   | 5 de junio | 14:00   | Calca       | Thomas E. Payne         | Deportivo Garcilaso        | 1-1     | Unión Comercio    | ¿? (GAR) / ¿? (UCO)                                                                        |
| 26                   | 6 de junio | 15:00   | Pachacámac  | Campo deportivo la 8    | Deportivo Municipal        | 3-2     | Alianza Atlético  | Mathías Panduro, Carlos Ventura y Jack Cóndor (MUN) / Iván Guerrero y Álvaro Guevara (AAS) |
| Descansa: FBC Melgar |            |         |             |                         |                            |         |                   |                                                                                            |

| Fecha 4            | Fecha 4     | Fecha 4    | Fecha 4           | Fecha 4           | Fecha 4           | Fecha 4 | Fecha 4                    | Fecha 4                                                                                             |
| N.°                | Fecha       | Hora       | Sede              | Estadio           | Local             | Res.    | Visitante                  | Goleadores                                                                                          |
| ------------------ | ----------- | ---------- | ----------------- | ----------------- | ----------------- | ------- | -------------------------- | --------------------------------------------------------------------------------------------------- |
| 27                 | 9 de junio  | 13:30      | Florencia de Mora | Club El Pueblo    | Carlos Mannucci   | 2-1     | Asociación Deportiva Tarma | Víctor Salazar y Eduardo Urtecho (MAN) / John Baca (ADT)                                            |
| 28                 | 10 de junio | 9:00       | Tarapoto          | Carlos Vidaurre   | Unión Comercio    | 1-0     | Atlético Grau              | Jhan Vega (UCO)                                                                                     |
| 29                 | 11 de junio | 10:30      | Cayma             | La Tomilla        | FBC Melgar        | 2-1     | Deportivo Binacional       | Juan Ayqque y Giancarlo García (MEL) / Daniel Ramírez (BIN)                                         |
| 30                 | 12 de junio | 10:00      | San Miguel        | Adelfo Magallanes | Academia Cantolao | 1-1     | Deportivo Municipal        | ¿? (CAN) / Mathías Panduro (MUN)                                                                    |
| 31                 | 12 de junio | 10:30      | Sullana           | Campeones del 36  | Alianza Atlético  | 1-5     | Sporting Cristal           | ¿? (AAS) / Alejandro Pósito, Joel Herrera, Gilmar Paredes, Sebastián Sánchez y Aldair Vásquez (SCR) |
| 32                 | 12 de junio | 13:00      | Lurín             | Esther Grande     | Alianza Lima      | 2-0     | Deportivo Garcilaso        | Jorge Del Castillo y Luis Navea (ALI)                                                               |
| 33                 | 12 de junio | 13:00      | Oropesa           | Complejo Dorado   | Cusco FC          | 1-2     | Club UCV                   | ¿? (CUS) / ¿? (UCV)                                                                                 |
| 34                 | 13 de junio | 10:30      | Jauja             | Monumental        | Sport Huancayo    | 2-1     | Universitario de Deportes  | Diego Mesones y Max Guerrero (a) (SHU) / Ángelo Flores (UNI)                                        |
| -                  | No se jugó  | No se jugó | Poroy             | Municipal         | Cienciano         | -       | Sport Boys                 | -                                                                                                   |
| Descansa: Club UTC |             |            |                   |                   |                   |         |                            | |

| Fecha 5                        | Fecha 5     | Fecha 5 | Fecha 5           | Fecha 5           | Fecha 5           | Fecha 5 | Fecha 5                    | Fecha 5 |
| N.°                            | Fecha       | Hora    | Sede              | Estadio           | Local             | Res.    | Visitante                  | Goleadores                                                                                                   |
| ------------------------------ | ----------- | ------- | ----------------- | ----------------- | ----------------- | ------- | -------------------------- | --- |
| 35                             | 16 de junio | 13:30   | Florencia de Mora | Club El Pueblo    | Carlos Mannucci   | 3-2     | Deportivo Garcilaso        | Celso Rojas, José Huamán y Eduardo Urtecho (MAN) / ¿? (GAR)                                                  |
| 36                             | 18 de junio | 10:30   | Characato         | Videfa            | FBC Melgar        | 2-1     | Asociación Deportiva Tarma | Giancarlo García y Mariano Barreda (MEL / ¿? (ADT)                                                           |
| 37                             | 18 de junio | 13:00   | Tarapoto          | Carlos Vidaurre   | Unión Comercio    | 0-3     | Deportivo Municipal        | Mathias Panduro (2) y Santiago Gálvez (MUN)                                                                  |
| 38                             | 19 de junio | 10:00   | San Miguel        | Adelfo Magallanes | Academia Cantolao | 0-6     | Sporting Cristal           | Adriel Trelles, Juan Gonzales, Sebastián Sánchez, Ian Wisdom (2) y Thiago Salinas (SCR)                      |
| 39                             | 19 de junio | 10:30   | Sicuani           | Túpac Amaru       | Cienciano         | 3-4     | Universitario              | Rodrigo Rodríguez, Jhordy Salazar y Eduardo Rueda (CIE) / Josué Torres (2), Wilson Oré y Jean Olivares (UNI) |
| 40                             | 19 de junio | 10:30   | Jauja             | Monumental        | Sport Huancayo    | 1-1     | Club UCV                   | ¿? (SHU) / Valladolid (UCV)                                                                                  |
| 41                             | 19 de junio | 11:00   | Sullana           | Campeones del 36  | Alianza Atlético  | 0-1     | Sport Boys                 | Gilmar Rodríguez (SBA)                                                                                       |
| 42                             | 19 de junio | 13:15   | Lurín             | Esther Grande     | Alianza Lima      | 0-2     | Atlético Grau              | Donald Ríos y Nicolás Figueroa (AGR)                                                                         |
| 43                             | 20 de junio | 13:00   | Oropesa           | Complejo Dorado   | Cusco FC          | 3-1     | Club UTC                   | Jorge Vera, Guillermo García y Alex Paredes (CUS) / Maycol Infante (UTC)                                     |
| Descansa: Deportivo Binacional |             |         |                   |                   |                   |         |                            | |

| Fecha 6   | Fecha 6     | Fecha 6 | Fecha 6 | Fecha 6 | Fecha 6                    | Fecha 6 | Fecha 6              | Fecha 6    |
| N.°       | Fecha       | Hora    | Sede    | Estadio | Local                      | Res.    | Visitante            | Goleadores |
| --------- | ----------- | ------- | ------- | ------- | -------------------------- | ------- | -------------------- | ---------- |
| 46        | 25 de junio |         |         |         | Deportivo Garcilaso        | 1-4     | FBC Melgar           |            |
| 47        | 25 de junio |         |         |         | Sporting Cristal           | 5-0     | Unión Comercio       |            |
| 48        | 25 de junio |         |         |         | Asociación Deportiva Tarma | 1-2     | Deportivo Binacional |            |
| 49        | 26 de junio |         |         |         | Club UTC                   | 2-3     | Sport Huancayo       |            |
| 50        | 26 de junio |         |         |         | Universitario              | 5-1     | Alianza Atlético     |            |
| 51        | 26 de junio |         |         |         | Sport Boys                 | 3-0     | Academia Cantolao    |            |
| 52        | 26 de junio |         |         |         | Atlético Grau              | 4-1     | Carlos Mannucci      |            |
| 53        | 27 de junio |         |         |         | Club UCV                   | 4-1     | Cienciano            |            |
| 54        | 27 de junio |         |         |         | Deportivo Municipal        | 1-0     | Alianza Lima         |            |
| Descansa: |             |         |         |         |                            |         |                      |            |

| Fecha 7   | Fecha 7 | Fecha 7 | Fecha 7 | Fecha 7 | Fecha 7 | Fecha 7 | Fecha 7   | Fecha 7    |
| N.°       | Fecha   | Hora    | Sede    | Estadio | Local   | Res.    | Visitante | Goleadores |
| --------- | ------- | ------- | ------- | ------- | ------- | ------- | --------- | ---------- |
| 55        |         |         |         |         |         |         |           |            |
| 56        |         |         |         |         |         |         |           |            |
| 57        |         |         |         |         |         |         |           |            |
| 58        |         |         |         |         |         |         |           |            |
| 59        |         |         |         |         |         |         |           |            |
| 60        |         |         |         |         |         |         |           |            |
| 61        |         |         |         |         |         |         |           |            |
| 62        |         |         |         |         |         |         |           |            |
| 63        |         |         |         |         |         |         |           |            |
| Descansa: |         |         |         |         |         |         |           |            |

| Fecha 8   | Fecha 8 | Fecha 8 | Fecha 8 | Fecha 8 | Fecha 8 | Fecha 8 | Fecha 8   | Fecha 8    |
| N.°       | Fecha   | Hora    | Sede    | Estadio | Local   | Res.    | Visitante | Goleadores |
| --------- | ------- | ------- | ------- | ------- | ------- | ------- | --------- | ---------- |
| 64        |         |         |         |         |         |         |           |            |
| 65        |         |         |         |         |         |         |           |            |
| 66        |         |         |         |         |         |         |           |            |
| 67        |         |         |         |         |         |         |           |            |
| 68        |         |         |         |         |         |         |           |            |
| 69        |         |         |         |         |         |         |           |            |
| 70        |         |         |         |         |         |         |           |            |
| 71        |         |         |         |         |         |         |           |            |
| 72        |         |         |         |         |         |         |           |            |
| Descansa: |         |         |         |         |         |         |           |            |

| Fecha 9   | Fecha 9 | Fecha 9 | Fecha 9 | Fecha 9 | Fecha 9 | Fecha 9 | Fecha 9   | Fecha 9    |
| N.°       | Fecha   | Hora    | Sede    | Estadio | Local   | Res.    | Visitante | Goleadores |
| --------- | ------- | ------- | ------- | ------- | ------- | ------- | --------- | ---------- |
| 73        |         |         |         |         |         |         |           |            |
| 74        |         |         |         |         |         |         |           |            |
| 75        |         |         |         |         |         |         |           |            |
| 76        |         |         |         |         |         |         |           |            |
| 77        |         |         |         |         |         |         |           |            |
| 78        |         |         |         |         |         |         |           |            |
| 79        |         |         |         |         |         |         |           |            |
| 80        |         |         |         |         |         |         |           |            |
| 81        |         |         |         |         |         |         |           |            |
| Descansa: |         |         |         |         |         |         |           |            |

| Fecha 10  | Fecha 10 | Fecha 10 | Fecha 10 | Fecha 10 | Fecha 10 | Fecha 10 | Fecha 10  | Fecha 10   |
| N.°       | Fecha    | Hora     | Sede     | Estadio  | Local    | Res.     | Visitante | Goleadores |
| --------- | -------- | -------- | -------- | -------- | -------- | -------- | --------- | ---------- |
| 82        |          |          |          |          |          |          |           |            |
| 83        |          |          |          |          |          |          |           |            |
| 84        |          |          |          |          |          |          |           |            |
| 85        |          |          |          |          |          |          |           |            |
| 86        |          |          |          |          |          |          |           |            |
| 87        |          |          |          |          |          |          |           |            |
| 88        |          |          |          |          |          |          |           |            |
| 89        |          |          |          |          |          |          |           |            |
| 90        |          |          |          |          |          |          |           |            |
| Descansa: |          |          |          |          |          |          |           |            |

| Fecha 11  | Fecha 11 | Fecha 11 | Fecha 11 | Fecha 11 | Fecha 11 | Fecha 11 | Fecha 11  | Fecha 11   |
| N.°       | Fecha    | Hora     | Sede     | Estadio  | Local    | Res.     | Visitante | Goleadores |
| --------- | -------- | -------- | -------- | -------- | -------- | -------- | --------- | ---------- |
| 82        |          |          |          |          |          |          |           |            |
| 83        |          |          |          |          |          |          |           |            |
| 84        |          |          |          |          |          |          |           |            |
| 85        |          |          |          |          |          |          |           |            |
| 86        |          |          |          |          |          |          |           |            |
| 87        |          |          |          |          |          |          |           |            |
| 88        |          |          |          |          |          |          |           |            |
| 89        |          |          |          |          |          |          |           |            |
| 90        |          |          |          |          |          |          |           |            |
| Descansa: |          |          |          |          |          |          |           |            |

| Fecha 12  | Fecha 12 | Fecha 12 | Fecha 12 | Fecha 12 | Fecha 12 | Fecha 12 | Fecha 12  | Fecha 12   |
| N.°       | Fecha    | Hora     | Sede     | Estadio  | Local    | Res.     | Visitante | Goleadores |
| --------- | -------- | -------- | -------- | -------- | -------- | -------- | --------- | ---------- |
| 82        |          |          |          |          |          |          |           |            |
| 83        |          |          |          |          |          |          |           |            |
| 84        |          |          |          |          |          |          |           |            |
| 85        |          |          |          |          |          |          |           |            |
| 86        |          |          |          |          |          |          |           |            |
| 87        |          |          |          |          |          |          |           |            |
| 88        |          |          |          |          |          |          |           |            |
| 89        |          |          |          |          |          |          |           |            |
| 90        |          |          |          |          |          |          |           |            |
| Descansa: |          |          |          |          |          |          |           |            |

| Fecha 13  | Fecha 13 | Fecha 13 | Fecha 13 | Fecha 13 | Fecha 13 | Fecha 13 | Fecha 13  | Fecha 13   |
| N.°       | Fecha    | Hora     | Sede     | Estadio  | Local    | Res.     | Visitante | Goleadores |
| --------- | -------- | -------- | -------- | -------- | -------- | -------- | --------- | ---------- |
| 82        |          |          |          |          |          |          |           |            |
| 83        |          |          |          |          |          |          |           |            |
| 84        |          |          |          |          |          |          |           |            |
| 85        |          |          |          |          |          |          |           |            |
| 86        |          |          |          |          |          |          |           |            |
| 87        |          |          |          |          |          |          |           |            |
| 88        |          |          |          |          |          |          |           |            |
| 89        |          |          |          |          |          |          |           |            |
| 90        |          |          |          |          |          |          |           |            |
| Descansa: |          |          |          |          |          |          |           |            |

| Fecha 14  | Fecha 14 | Fecha 14 | Fecha 14 | Fecha 14 | Fecha 14 | Fecha 14 | Fecha 14  | Fecha 14   |
| N.°       | Fecha    | Hora     | Sede     | Estadio  | Local    | Res.     | Visitante | Goleadores |
| --------- | -------- | -------- | -------- | -------- | -------- | -------- | --------- | ---------- |
| 82        |          |          |          |          |          |          |           |            |
| 83        |          |          |          |          |          |          |           |            |
| 84        |          |          |          |          |          |          |           |            |
| 85        |          |          |          |          |          |          |           |            |
| 86        |          |          |          |          |          |          |           |            |
| 87        |          |          |          |          |          |          |           |            |
| 88        |          |          |          |          |          |          |           |            |
| 89        |          |          |          |          |          |          |           |            |
| 90        |          |          |          |          |          |          |           |            |
| Descansa: |          |          |          |          |          |          |           |            |

| Fecha 15  | Fecha 15 | Fecha 15 | Fecha 15 | Fecha 15 | Fecha 15 | Fecha 15 | Fecha 15  | Fecha 15   |
| N.°       | Fecha    | Hora     | Sede     | Estadio  | Local    | Res.     | Visitante | Goleadores |
| --------- | -------- | -------- | -------- | -------- | -------- | -------- | --------- | ---------- |
| 82        |          |          |          |          |          |          |           |            |
| 83        |          |          |          |          |          |          |           |            |
| 84        |          |          |          |          |          |          |           |            |
| 85        |          |          |          |          |          |          |           |            |
| 86        |          |          |          |          |          |          |           |            |
| 87        |          |          |          |          |          |          |           |            |
| 88        |          |          |          |          |          |          |           |            |
| 89        |          |          |          |          |          |          |           |            |
| 90        |          |          |          |          |          |          |           |            |
| Descansa: |          |          |          |          |          |          |           |            |

| Fecha 16  | Fecha 16 | Fecha 16 | Fecha 16 | Fecha 16 | Fecha 16 | Fecha 16 | Fecha 16  | Fecha 16   |
| N.°       | Fecha    | Hora     | Sede     | Estadio  | Local    | Res.     | Visitante | Goleadores |
| --------- | -------- | -------- | -------- | -------- | -------- | -------- | --------- | ---------- |
| 82        |          |          |          |          |          |          |           |            |
| 83        |          |          |          |          |          |          |           |            |
| 84        |          |          |          |          |          |          |           |            |
| 85        |          |          |          |          |          |          |           |            |
| 86        |          |          |          |          |          |          |           |            |
| 87        |          |          |          |          |          |          |           |            |
| 88        |          |          |          |          |          |          |           |            |
| 89        |          |          |          |          |          |          |           |            |
| 90        |          |          |          |          |          |          |           |            |
| Descansa: |          |          |          |          |          |          |           |            |

| Fecha 17  | Fecha 17 | Fecha 17 | Fecha 17 | Fecha 17 | Fecha 17 | Fecha 17 | Fecha 17  | Fecha 17   |
| N.°       | Fecha    | Hora     | Sede     | Estadio  | Local    | Res.     | Visitante | Goleadores |
| --------- | -------- | -------- | -------- | -------- | -------- | -------- | --------- | ---------- |
| 82        |          |          |          |          |          |          |           |            |
| 83        |          |          |          |          |          |          |           |            |
| 84        |          |          |          |          |          |          |           |            |
| 85        |          |          |          |          |          |          |           |            |
| 86        |          |          |          |          |          |          |           |            |
| 87        |          |          |          |          |          |          |           |            |
| 88        |          |          |          |          |          |          |           |            |
| 89        |          |          |          |          |          |          |           |            |
| 90        |          |          |          |          |          |          |           |            |
| Descansa: |          |          |          |          |          |          |           |            |

| Fecha 18  | Fecha 18 | Fecha 18 | Fecha 18 | Fecha 18 | Fecha 18 | Fecha 18 | Fecha 18  | Fecha 18   |
| N.°       | Fecha    | Hora     | Sede     | Estadio  | Local    | Res.     | Visitante | Goleadores |
| --------- | -------- | -------- | -------- | -------- | -------- | -------- | --------- | ---------- |
| 82        |          |          |          |          |          |          |           |            |
| 83        |          |          |          |          |          |          |           |            |
| 84        |          |          |          |          |          |          |           |            |
| 85        |          |          |          |          |          |          |           |            |
| 86        |          |          |          |          |          |          |           |            |
| 87        |          |          |          |          |          |          |           |            |
| 88        |          |          |          |          |          |          |           |            |
| 89        |          |          |          |          |          |          |           |            |
| 90        |          |          |          |          |          |          |           |            |
| Descansa: |          |          |          |          |          |          |           |            |

| Fecha 19  | Fecha 19 | Fecha 19 | Fecha 19 | Fecha 19 | Fecha 19 | Fecha 19 | Fecha 19  | Fecha 19   |
| N.°       | Fecha    | Hora     | Sede     | Estadio  | Local    | Res.     | Visitante | Goleadores |
| --------- | -------- | -------- | -------- | -------- | -------- | -------- | --------- | ---------- |
| 82        |          |          |          |          |          |          |           |            |
| 83        |          |          |          |          |          |          |           |            |
| 84        |          |          |          |          |          |          |           |            |
| 85        |          |          |          |          |          |          |           |            |
| 86        |          |          |          |          |          |          |           |            |
| 87        |          |          |          |          |          |          |           |            |
| 88        |          |          |          |          |          |          |           |            |
| 89        |          |          |          |          |          |          |           |            |
| 90        |          |          |          |          |          |          |           |            |
| Descansa: |          |          |          |          |          |          |           |            |

## Play-offs
Los 12 primeros puestos de la Fase regular avanzan a los Play-offs, donde serán divididos en dos grupos de seis equipos cada uno y jugarán todos contra todos a una vuelta.
Los dos mejores equipos de cada grupo de los Play-offs clasificarán a las semifinales, que se jugarán de ida y vuelta.

### Liguilla A
Reglas de clasificación: 1) Puntos; 2) diferencia de goles; 3) Metas para; 4) Puntos de juego limpio; 5) Sorteo.
| Pos. | Equipo             | Pts. | PJ | G | E | P | GF | GC | Dif. | Clasificación |     | MEL | CRI | CAM | CAG | ADT | BIN |
| ---- | ------------------ | ---- | -- | - | - | - | -- | -- | ---- | ------------- | --- | --- | --- | --- | --- | --- | --- |
| 1    | FBC Melgar         | 10   | 5  | 3 | 1 | 1 | 9  | 2  | +7   | Semifinales   |     | —   | —   | 1–0 | 5–0 | —   | 3–0 |
| 2    | Sporting Cristal   | 9    | 5  | 2 | 3 | 0 | 9  | 6  | +3   | Semifinales   |     | 2–0 | —   | —   | 2–2 | 2–1 | —   |
| 3    | Carlos A. Mannucci | 8    | 5  | 2 | 2 | 1 | 6  | 5  | +1   |               |     | —   | 2–2 | —   | —   | —   | 1–0 |
| 4    | Atlético Grau      | 5    | 5  | 1 | 2 | 2 | 6  | 11 | −5   |               | —   | —   | 1–1 | —   | 1–0 | —   |     |
| 5    | ADT                | 4    | 5  | 1 | 1 | 3 | 6  | 6  | 0    |               | 0–0 | —   | 1–2 | —   | —   | 4–1 |     |
| 6    | Binacional         | 4    | 5  | 1 | 1 | 3 | 5  | 11 | −6   |               | —   | 1–1 | —   | 3–2 | —   | —   |     |

 Fuente: Liga 1
Criterios de clasificación: 1) Points; 2) Goal difference; 3) Goals for; 4) Fair play points; 5) Drawing of lots.

### Liguilla B
Reglas de clasificación: 1) Puntos; 2) diferencia de goles; 3) Metas para; 4) Puntos de juego limpio; 5) Sorteo.
| Pos. | Equipo                    | Pts. | PJ | G | E | P | GF | GC | Dif. | Clasificación |     | UCV | UNI | SHU | ALI | SBA | MUN |
| ---- | ------------------------- | ---- | -- | - | - | - | -- | -- | ---- | ------------- | --- | --- | --- | --- | --- | --- | --- |
| 1    | Universidad César Vallejo | 13   | 5  | 4 | 1 | 0 | 7  | 3  | +4   | Semifinales   |     | —   | —   | 2–1 | —   | 1–0 | 1–1 |
| 2    | Universitario de Deportes | 10   | 5  | 3 | 1 | 1 | 14 | 5  | +9   | Semifinales   |     | 0–1 | —   | 8–0 | 1–1 | —   | —   |
| 3    | Sport Huancayo            | 9    | 5  | 3 | 0 | 2 | 8  | 12 | −4   |               |     | —   | —   | —   | 2–0 | 2–1 | —   |
| 4    | Alianza Lima              | 5    | 5  | 1 | 2 | 2 | 7  | 9  | −2   |               | 1–2 | —   | —   | —   | 2–1 | 3–3 |     |
| 5    | Sport Boys                | 3    | 5  | 1 | 0 | 4 | 7  | 10 | −3   |               | —   | 2–3 | —   | —   | —   | 3–2 |     |
| 6    | Deportivo Municipal       | 2    | 5  | 0 | 2 | 3 | 8  | 12 | −4   |               | —   | 1–2 | 1–3 | —   | —   | —   |     |

 Fuente: Liga 1
Criterios de clasificación: 1) Points; 2) Goal difference; 3) Goals for; 4) Fair play points; 5) Drawing of lots.

## Semifinales
Al finalizar la última fecha los equipos del grupo "A" FCB Melgar y Sporting Cristal pasaron a la ronda de semifinales respectivamente y en el grupo "B" Universidad César Vallejo y Universitario de Deportes. 
Los encuentros serán realizados por fecha a confirmar entre 
FCB Melgar vs Universitario y UCV vs SC Cristal.

#### Ida
|  | Sporting Cristal | 2 – 0 | Universidad César Vallejo |  |  |

|  | Universitario de Deportes | 4 – 1 | FBC Melgar |  |  |

#### Vuelta
| 12 de noviembre | Universidad César Vallejo | 0 – 0 | Sporting Cristal |  |  |

| 12 de noviembre | FBC Melgar | 0 – 0 | Universitario de Deportes |  |  |

## Final
La final se jugó en partidos de Ida y vuelta, el 17 y 23 de noviembre respectivamente. 
El campeón clasifica a la Copa Libertadores Sub-20 de 2024.

#### Ida
| 17 de noviembre | Universitario de Deportes | 1 : 0 | Sporting Cristal |  |  |

#### Vuelta
| 23 de noviembre | Sporting Cristal | 3 – 1 | Universitario de Deportes |  |  |

|                          |
| Campeón Sporting Cristal |
| 4.º título               |